# 透明度
透明度（とうめいど、transparency）とは、主に海洋や湖沼や水泳用プールなどで水の清濁を表現するために使用される指標である。透明度が高い水ほど、水が澄んでいて可視光をよく透過することを意味する。ただし、仮に有害物質が混入していたとしても透明度が下がるとは限らないので、透明度が高いからと言って必ず水が清浄であるとは限らない。
なお、水の他に、ガラスなどでも透明度が問題にされる場合があり、例えば透明度の高いことで知られるアクリル樹脂は光学材料に用いられたりする。

## 定義

セッキ―円盤。アンジェロ・セッキが開発したのは左のものであるが、それを改良した右のものも使われる。

セッキー円盤を水中に沈め、肉眼により水面から識別できる限界の深さ。単位はm。

## 特徴
肉眼で計測するため個人誤差が発生する。また、透明度は水の「見た目・外観」を表現しているに過ぎないため、透明度が高いだけでは水質汚染を免れているとは言えない。よって、数値の解釈には注意を要する。しかし、計測が比較的容易であり、水の清濁が直感的にわかりやすいため水質指標としてよく使われている。
砂、シルト、原生動物、生物の死骸・排出物などの浮遊物質が水中に存在することによって透明度は低下する。そのため、季節や気象条件によって値が大きく変化するので、継続的な計測が求められる（通常、湖などのデータとして示されるのは年平均）。また、計測には円盤を沈める必要があるため、ある程度の水深が必要になる。

## 関係する他の指標
水の清濁に関連する水質指標としては、透視度（透明度と混同されやすい。主に河川や排水などの計測に利用される。また、スキューバダイビングにおいては水中で底面に対して水平方向に見ることの出来る距離を透視度と呼ぶ。）や、濁度（逆に濁りの度合いを示す）などがある。

## 生物との関係
透明度が低いことは、水中に到達する太陽光が少ないことを意味する。そのため、透明度は、例えば、植物プランクトンや水草（沈水性植物）や海藻などの水中で光合成を行う生物と密接な関係にある。海洋の場合、透明度は海洋生物の基礎生産を担う植物プランクトンと負の相関がある。つまり、基礎生産の高い（水産資源量の多い）海は、植物プランクトンが多いことにより着色した海であり、透明度は低い海である。